# Liste der denkmalgeschützten Objekte in Klagenfurt am Wörthersee-Marolla
Die Liste der denkmalgeschützten Objekte in Klagenfurt am Wörthersee-Marolla enthält die 8 denkmalgeschützten, unbeweglichen Objekte der Katastralgemeinde Marolla der Gemeinde Klagenfurt am Wörthersee.

## Denkmäler
| Foto |                 | Denkmal                                                                                   | Standort                                       | Beschreibung | Metadaten |
| ---- | --------------- | ----------------------------------------------------------------------------------------- | ---------------------------------------------- | --- | --- |
| ja   | Datei hochladen | Grabstätte Helldorff HERIS-ID: 111573 Objekt-ID: 129520seit 2012                          | Flughafenstraße 7 Standort KG: Marolla         | Ferdinand Heinrich Wilhelm Freiherr von Helldorff ließ 1909 die sezessionistisch-neoklassizistische Grabstätte als letzte Ruhestätte für seinen Vater, Ferdinand Heinrich August Freiherr von Helldorff und dessen Nachkommen, errichten. Grabbau von Raoul Frank mit Relief von Josef Heu.                                                           | BDA-Hist.: Q37825076 Status: Bescheid Stand der BDA-Liste: 2025-06-30 Name: Grabstätte Helldorff GstNr.: 410/1                                                                    |
| ja   | Datei hochladen | Pfarrhof HERIS-ID: 103490 Objekt-ID: 119990                                               | Sandhofweg 24 Standort KG: Marolla             | | BDA-Hist.: Q37797412 Status: § 2a Stand der BDA-Liste: 2025-06-30 Name: Pfarrhof GstNr.: .66                                                                                      |
| ja   | Datei hochladen | Schloss St. Georgen am Sandhof mit Kapelle hl. Elisabeth HERIS-ID: 35791 Objekt-ID: 34590 | Sandhofweg 8 Standort KG: Marolla              | Das Schloss St. Georgen am Sandhof ist ein um 1584 errichtetes Schloss neben der gleichnamigen Kirche in der Ortschaft Sankt Georgen am Sandhof. Es wurde im 19. Jahrhundert tiefgreifend späthistoristisch verändert und wird heute als Hotel genutzt. Südlich befindet sich eine barocke, 1652 errichtete Schlosskapelle mit Altar aus der Bauzeit. | BDA-Hist.: Q2243570 Status: Bescheid Stand der BDA-Liste: 2025-06-30 Name: Schloss St. Georgen am Sandhof mit Kapelle hl. Elisabeth GstNr.: 1545/1, .435 Sankt Georgen am Sandhof |
| ja   | Datei hochladen | Karner heiliger Oswald HERIS-ID: 103496 Objekt-ID: 119996                                 | St. Georgener Straße Standort KG: Marolla      | Der achteckige gotische Bau aus dem 14. Jahrhundert ist sternrippengewölbt und steinplattlgedeckt. | BDA-Hist.: Q37797454 Status: § 2a Stand der BDA-Liste: 2025-06-30 Name: Karner heiliger Oswald GstNr.: .445 Karner hl. Oswald, St. Georgen am Sandhof                             |
| ja   | Datei hochladen | Ehemaliges Mesnerhaus HERIS-ID: 103493 Objekt-ID: 119993                                  | St. Georgener Straße 17 Standort KG: Marolla   | | BDA-Hist.: Q37797433 Status: § 2a Stand der BDA-Liste: 2025-06-30 Name: Ehemaliges Mesnerhaus GstNr.: .444                                                                        |
| ja   | Datei hochladen | Kath. Pfarrkirche hl. Georg und Friedhof HERIS-ID: 75523 Objekt-ID: 89015                 | St. Georgener Straße 17A Standort KG: Marolla  | Die Kirche besteht aus dem beherrschenden romanischen Südturm (im Kern aus dem 12. Jahrhundert) mit neuzeitlichem Spitzgiebelhelm, einem gotischen Polygonalchor mit Strebepfeilern (aus dem 14. Jahrhundert) und dem barocken Saalbau. Die Altäre stammen aus der Mitte des 18. Jahrhunderts.                                                        | BDA-Hist.: Q38139335 Status: § 2a Stand der BDA-Liste: 2025-06-30 Name: Kath. Pfarrkirche hl. Georg und Friedhof GstNr.: .445 Pfarrkirche Sankt Georgen am Sandhof, Klagenfurt    |
| ja   | Datei hochladen | Bildstock, sog. Prozessionskreuz HERIS-ID: 103153 Objekt-ID: 119613                       | bei St. Veiter Straße 150 Standort KG: Marolla | | BDA-Hist.: Q37794867 Status: § 2a Stand der BDA-Liste: 2025-06-30 Name: Bildstock, sog. Prozessionskreuz GstNr.: 1494/1 Bildstock Marolla                                         |
| ja   | Datei hochladen | Anlage Zentralfriedhof Annabichl HERIS-ID: 106234 Objekt-ID: 123363                       | Flughafenstraße 7 Standort KG: Marolla         | Der Zentralfriedhof Annabichl ist der größte Friedhof des Landes Kärnten. Der 20 ha große Friedhofsgelände mit seinen mehr als 50.000 Gräbern liegt im Norden der Landeshauptstadt. Er wurde 1906 eingeweiht, die ersten Begräbnisse fanden jedoch bereits 1901 statt. Vorher wurden die Verstorbenen am Friedhof St. Ruprecht bestattet.             | BDA-Hist.: Q27111 Status: § 2a Stand der BDA-Liste: 2025-06-30 Name: Anlage Zentralfriedhof Annabichl GstNr.: .86, 410 Zentralfriedhof Annabichl (Klagenfurt)                     |